# Parlamentswahl in Australien 1996
- Labor: 49
- Unabh.: 5
- CLP: 1
- Liberals: 75
- Nationals: 18

- Labor: 29
- Sonst.: 4
- Democrats: 7
- Liberals: 31
- Nationals: 5
- CLP: 1

Die Parlamentswahl in Australien 1996 fand am 2. März 1996 statt. Es war die Wahl zum 38. australischen Parlament. Von den beiden Parlamentskammern wurde das Repräsentantenhaus (Unterhaus) vollständig und der Senat (Oberhaus) teilweise neu gewählt.
Die Mitte-Rechts-Koalition der Liberal/National Coalition, angeführt von Oppositionsführer John Howard von der Liberal Party und Koalitionspartner Tim Fischer von der National Party, besiegte in einem Erdrutschsieg die amtierende Mitte-Links-Regierung der Australischen Labor Party unter Premierminister Paul Keating.
Die Wahl markierte das Ende der fünf Amtszeiten und 13 Jahre andauernden Hawke-Keating-Regierung, die 1983 begann. John Howard wurde am 11. März 1996 als neuer Premierminister von Australien vereidigt, zusammen mit dem ersten Howard-Ministerium. Diese Wahl war der Beginn der 11-jährigen Howard-Regierung. Die Labor-Partei würde die nächsten 11 Jahre in der Opposition verbringen und erst bei der Wahl 2007 in die Regierung zurückkehren.
Es war außerdem die erste Parlamentswahl, bei der der zukünftige Premierminister Tony Abbott als Abgeordneter antrat, nachdem er bei der Nachwahl in Warringah 1994 ins Parlament eingezogen war. Die zukünftigen Oppositionsführer Brendan Nelson und Anthony Albanese zogen bei dieser Wahl ins Parlament ein.
Howard wurde der erste Vorsitzende der Liberalen, der eine Wahl aus der Opposition heraus gewann, seit Robert Menzies im Jahr 1949. (Malcolm Fraser war bei der Wahl 1975 geschäftsführender Premierminister.)

## Vorgeschichte
John Howard, der die Liberal Party zuvor von 1985 bis 1989 geführt hatte, war im Januar 1995 nach katastrophalen acht Monaten unter der Führung von Alexander Downer an die Spitze zurückgekehrt. Downer und Peter Costello hatten Anfang 1994 die Nachfolge von John Hewson und Michael Wooldridge angetreten und wurden als Leader der neuen Generation der Liberalen gehandelt. Am Ende entschied sich die Partei für den erfahrenen Howard, vielleicht eine Anerkennung dafür, dass er der einzige war, der nach einem Jahrzehnt der Parteikämpfe noch übrig war.
Howard ging den Wahlkampf mit der Absicht an, ein so kleines Ziel wie möglich zu präsentieren. Das ganze Jahr 1995 hindurch weigerte er sich, spezifische politische Vorschläge zu machen und konzentrierte die Angriffe der Koalition hauptsächlich auf die Langlebigkeit und die Regierungsbilanz der Labor-Regierung. 1996 war jedoch klar, dass die Wählerschaft der Labor-Regierung und insbesondere Paul Keating überdrüssig war. Obwohl Keatings ganzheitlicher Ansatz des Republikanismus, der Versöhnung und des Engagements mit Asien die Unterstützung der städtischen Labor-Wahlkreise auf sich zog, konnte Howard die Unterstützung der unzufriedenen Australier gewinnen – einschließlich der traditionell Labor wählenden Arbeiter und der Bewohner der Mittelklasse in den Vorstädten. Er versprach auch, Medicare beizubehalten und einen Verfassungskonvent abzuhalten, um zu entscheiden, ob Australien eine Republik werden sollte.
Die Newspoll-Umfrage am Wahlabend ergab, dass die Liberal/Nationale Koalition schätzungsweise 53,5 Prozent der Wählerstimmen auf sich vereinigen konnte.

## Wahlergebnisse

### Repräsentantenhaus
| Partei                        | Partei                            | Stimmen    | Stimmen | Stimmen | Sitze  | Sitze |
| Partei                        | Partei                            | Anzahl     | %       | +/−     | Anzahl | +/−   |
| ----------------------------- | --------------------------------- | ---------- | ------- | ------- | ------ | ----- |
|                               | Australian Labor Party (ALP)      | 4.217.765  | 38,75   | −6,17   | 49     | −31   |
|                               | Liberal Party of Australia (LPA)  | 4.210.689  | 38,69   | +1,92   | 75     | +26   |
|                               | National Party of Australia (NPA) | 893.170    | 8,21    | +1,04   | 18     | +2    |
|                               | Australian Democrats (AD)         | 735.848    | 6,76    | +3,01   | —      | —     |
|                               | Australian Greens                 | 317.654    | 2,92    | +1,06   | —      | —     |
|                               | Unabhängige                       | 253.894    | 2,33    | +0,47   | 5      | +3    |
|                               | Country Liberal Party (CLP)       | 38.302     | 0,35    | +0,02   | 1      | +1    |
|                               | Sonstige                          | 216.530    | 1,99    | —       | —      | —     |
|                               | gesamt                            | 10.883.852 | 100,00  |         | 148    |       |
| Wahlberechtigte               | Wahlberechtigte                   | 11.740.568 |         |         |        |       |
| Wahlbeteiligung (Wahlpflicht) | Wahlbeteiligung (Wahlpflicht)     | 95,77 %    |         |         |        |       |
| abgegebene Stimmen            | abgegebene Stimmen                | 11.244.017 |         |         |        |       |
| ungültige Stimmen             | ungültige Stimmen                 | 360.165    |         |         |        |       |
| Quelle:                       |                                   |            |         |         |        |       |

### Senat
Neu gewählt wurden 40 der 76 Sitze.
| Partei                        | Partei                            | Stimmen    | Stimmen | Stimmen | Sitze    | Sitze  | Sitze |
| Partei                        | Partei                            | Anzahl     | %       | +/−     | Gewonnen | Gesamt | +/−   |
| ----------------------------- | --------------------------------- | ---------- | ------- | ------- | -------- | ------ | ----- |
|                               | Australian Labor Party (ALP)      | 3.940.150  | 36,15   | −7,35   | 14       | 29     | −1    |
|                               | Liberal/National (Joint Ticket)   | 2.669.377  | 24,49   | +0,09   | 6        |        |       |
|                               | Liberal Party of Australia (LPA)  | 1.770.486  | 16,24   | +0,65   | 12       | 31     | +2    |
|                               | Australian Democrats (AD)         | 1.179.357  | 10,82   | +5,51   | 5        | 7      | —     |
|                               | National Party of Australia (NPA) | 312.769    | 2,87    | +0,15   | 1        | 5      | −1    |
|                               | Country Liberal Party (CLP)       | 40,050     | 0,37    | +0,04   | 1        | 1      | —     |
|                               | Sonstige                          | 1.026.898  | 9,43    | —       | 1        | 4      | —     |
|                               | gesamt                            | 10.899.037 | 100,00  |         | 40       | 76     |       |
| Wahlberechtigte               | Wahlberechtigte                   | 11.740.568 |         |         |          |        |       |
| Wahlbeteiligung (Wahlpflicht) | Wahlbeteiligung (Wahlpflicht)     | 96,20 %    |         |         |          |        |       |
| abgegebene Stimmen            | abgegebene Stimmen                | 11.294.479 |         |         |          |        |       |
| ungültige Stimmen             | ungültige Stimmen                 | 395.442    |         |         |          |        |       |
| Quelle:                       |                                   |            |         |         |          |        |       |

## Wahlanalyse
Insgesamt gewann die Koalition 29 Sitze von Labor, während die ALP 4 Sitze von den Liberalen gewann. Diese 4 Sitze waren Canberra und Namadgi im ACT sowie Isaacs in Victoria und die Division of Bruce in Victoria. Die ACT-Sitze, die in einer Nachwahl von den Liberalen gewonnen worden waren, fielen an die Labor-Partei, da in einer traditionellen Labor-Stadt die Beamten aus Angst vor konservativen Kürzungen stark zur ALP zurückkehrten. Die Aufteilung von Brendan Smyths Sitz in Canberra in die zwei neuen (der drei) ACT-Sitze beschränkte seine Kampagne auf den südlichsten Tuggeranong-Sitz Namadgi, wo der rechte ACT-Labor-Flügel die ehemalige MLA Annette Ellis stellte, die eine starke Graswurzelkampagne führte. Isaacs und Bruce fielen aufgrund von demographischen Veränderungen durch eine Neuverteilung der Wahlbezirke an Labor.
Labor verlor fünf Prozent seiner Zwei-Parteien-Stimmen von 1993 und verzeichnete seine niedrigsten Vorwahlstimmen seit 1934. Der Swing gegen Labor war an und für sich nicht genug, um einen Regierungswechsel zu bewirken. Allerdings verlor Labor 13 seiner 33 Sitze in New South Wales und alle bis auf zwei seiner 13 Sitze in Queensland. Der Verlust von 29 Sitzen war die zweitgrößte Niederlage einer amtierenden Regierung in Australien, gemessen an der Anzahl der verlorenen Sitze. Drei Mitglieder von Keatings Regierung – einschließlich des Generalstaatsanwalts Michael Lavarch – verloren ihre Sitze. Keating trat noch in der Wahlnacht als Labor-Führer zurück und wurde vom ehemaligen stellvertretenden Premierminister und Finanzminister Kim Beazley abgelöst.
Unter anderem aufgrund dieses großen Umschwungs kam Howard mit einer 45-Sitze-Mehrheit ins Amt, der zweitgrößten in der australischen Geschichte (nach der 55-Sitze-Mehrheit von Malcolm Fraser im Jahr 1975). Die Liberalen gewannen bei dieser Wahl mit 75 Sitzen sogar eine eigene Mehrheit, die größte, die die Partei je errungen hatte. Obwohl Howard nicht auf die Unterstützung der Nationals angewiesen war, wurde die Koalition beibehalten.
Die Nachwahlbefragung zeigte, dass die Koalition 47 Prozent der Stimmen bei den Arbeitern gewann, verglichen mit den 39 Prozent von Labor; es gab einen 16-Punkte-Rückgang der Stimmen für Labor bei den Mitgliedern der Gewerkschaften. Die Koalition gewann 48 Prozent der katholischen Stimmen und Labor 37 Prozent, eine Umkehrung der üblichen Zahlen.